# ジョン・チャーチル (初代マールバラ公)
初代マールバラ公爵ジョン・チャーチル（英: John Churchill, 1st Duke of Marlborough, KG, PC、1650年5月26日 - 1722年6月16日（グレゴリオ暦6月27日））は、イングランド及びイギリスの軍人、貴族。
廷臣として出世を遂げると共にスペイン継承戦争で軍才を発揮して、1代でイギリスの名門貴族マールバラ公爵家を興した。イギリス首相ウィンストン・チャーチル、イギリス皇太子妃ダイアナ・スペンサーの先祖としても知られている。

## 生涯

### 誕生から名誉革命まで
1650年、清教徒革命にともなうイングランド内戦中に王党派のジェントリ、ウィンストン・チャーチルとエリザベス・ドレーク夫妻の子としてデヴォンシャーで生まれた。姉アラベラは父とアーリントン伯ヘンリー・ベネットの知己で宮廷に仕えヨーク公ジェームズ（後のイングランド王ジェームズ2世）の愛人となり、2人の弟ジョージとチャールズはそれぞれ海軍、陸軍に入った。また、バッキンガム公ジョージ・ヴィリアーズは母方の曾祖母の弟で、イングランド王チャールズ2世の愛人バーバラ・パーマーは母の又従妹に当たる。
1660年に王政復古が実現してチャールズ2世が即位した後、姉アラベラが王弟のヨーク公の寵愛を受けるようになったことと、父とアーリントンの縁で16歳の時、ヨーク公配下で軍人となった。1668年から1670年はモロッコのタンジール（当時イギリス領）の守備隊に加わり、帰国後の1672年からは同盟国フランスが起こしたオランダ侵略戦争に従軍し、三十年戦争におけるフランスの英雄テュレンヌ元帥の知遇を受けてその軍才を見出された。後に敵となるヴィラールとブーフレールとも陣中で知り合い、末期にはヨーク公の甥で娘メアリー（後のメアリー2世）の夫でもあるオラニエ公ウィレム3世（後のウィリアム3世）の連絡役を務めた。姉が産んだ甥ジェームズとも後に敵として対峙することになる。
チャーチルは1674年にイングランドに戻り、1678年にヨーク公の宮廷の女官サラ・ジェニングスと結婚した。王位排除法案でヨーク公がイングランドから亡命した時はチャールズ2世との連絡役を務め、1682年にはスコットランド貴族に叙せられ、ロードの爵位を得た。1685年にチャールズ2世が死去し、ヨーク公がジェームズ2世として即位すると、チャーチルは新国王の信任を受け、イングランド貴族に叙せられて男爵の爵位を与えられた。同年にチャールズ2世の庶子モンマス公ジェイムズ・スコットの反乱鎮圧に尽力したが、カトリック信仰のジェームズ2世とは違いプロテスタントを堅持していたため、次第にジェームズ2世に不信感を抱いた。
1688年、ジェームズ2世が議会の支持を失い、オラニエ公ウィレム3世が軍を率いてイギリスに侵入すると、ジェームズ2世はチャーチルを軍の司令官に任命し、侵略者を打ち破るよう命じた。しかしチャーチルをはじめとする軍隊は主君を裏切ってウィレム3世に従い、名誉革命が実現した。1689年、ウィレム3世とその妻メアリーがウィリアム3世・メアリー2世として即位すると、チャーチルは擁立の功績を持って枢密顧問官に任ぜられ、マールバラ伯爵に叙せられた。
大同盟戦争が勃発した1689年にスペイン領ネーデルラント（現ベルギー）のワルクールの戦いでフランス軍を破る戦果を上げ、翌1690年にフランスの侵略を防ぐためアイルランド南部を押さえることを主張、認められ直ちにコーク、キンセールを落として任務を果たした。しかし、ウィリアム3世からはあまり信頼されず、大陸に亡命中の旧主ジェームズ2世と秘密裏に通信を続けている嫌疑により1692年1月10日に罷免され、5月4日にはウィリアム3世の暗殺計画に関わっているとしてロンドン塔に投獄されている。すぐに無罪と分かり6月15日に釈放、1694年に宮廷への出仕を許されたが、要職に就けないまま雌伏の時を過ごした。1696年に発覚したウィリアム3世暗殺未遂事件で逮捕された男が関係者としてマールバラの名前を挙げたため再度疑われる災難にも見舞われている。

### 司令官に就任
1702年、前年の1701年にハプスブルク家が断絶したスペインの王位にフランスのルイ14世が孫のフェリペ5世を送り込んだことにオーストリアのハプスブルク家が反対して起こったスペイン継承戦争が、マールバラの名声を歴史に残すことになった。フランスとスペインが将来同君連合になって強大化する可能性を怖れたウィリアム3世のオランダ及びイングランドはオーストリアに荷担することを決め、フランスと戦端を開いた。マールバラは戦争勃発前にウィリアム3世と共にオランダに渡り、ハーグでオーストリア・オランダとの大同盟締結に尽力した。
戦争を開始した直後にウィリアム3世が死去すると、マールバラの妻サラの友人でもあるウィリアム3世の義妹（メアリー2世の妹）アンが女王として即位した。戦争は新女王のもとで遂行されることになり、妻の縁で女王の信任を受けることになったマールバラはガーター勲爵士に叙勲、大将軍とボード・オブ・オードナンス長官（兵站部総監）に任命されオランダへ渡ったが、多国籍軍となった同盟軍の総司令官を誰にするかで各国は調整に難航した。オランダはボイン川の戦いやウィリアマイト戦争で勇名をはせたアスローン伯ゴダード・ドゥ・ギンケルを推挙、アン女王も当初は最高司令官に夫のカンバーランド公ジョージを勧めていたが、最終的にはマールバラを「イングランド王国の陸軍最高司令官（Generallissimo of all Her Land Forces）」にした上で同盟軍の最高総司令官に任命した。また、マールバラの友人であるトーリー党のゴドルフィン伯シドニー・ゴドルフィンが大蔵卿に就任し、党派にとらわれない中道派として軍を率いるマールバラと協力して戦争を推進することになった。
大陸に上陸したマールバラは、ナイメーヘンでオランダ軍と合流し、スペイン領ネーデルラントのムーズ川流域のフランス軍防衛線を脅かした。しかしオランダはマールバラに対して政府委員を2名派遣し、軍事作戦に対して事前許可制をするように要請したが、彼らはあくまで軍事的専門家ではなく連邦議会選出の議員であったため、軍事作戦に疎く初戦において決定的な勝利を逃す要因となっていた。しかしながら、政府委員をマールバラ及び本国のゴドルフィン、オランダのアントニー・ヘインシウスらが説得したことで中盤は比較的順調に進み、ブーフレール率いるフランス軍を翻弄、10月23日にはムーズ川流域の主邑リエージュを占領することに成功する。マールバラはこの功績により公爵に陞爵し、マールバラ公に叙せられた。

### スペイン継承戦争の推移
1704年に入ると同盟国は大きな危機を迎えることになり、重要な同盟国であるオーストリアが危機的な状況に見舞われていた。この年、ウィーンでは東からはオーストリアからの独立を求めるラーコーツィ・フェレンツ2世がハンガリーで独立戦争を起こし、西からはかねてから神聖ローマ皇帝位を欲していたバイエルン選帝侯マクシミリアン2世がフランス軍の将軍タラール伯及びマルサンと連合して西からウィーンへと進軍していた。
危機的状況に際し神聖ローマ皇帝レオポルト1世は駐ロンドン・オーストリア全権大使のヴラティスラフ伯爵に対しイギリスへの援軍派遣要請を指示し、アン女王に対してヴラティスラフが嘆願文を書いている。
「女王陛下におかれましては幾度か口頭により、大量のフランス軍がバイエルンへと進行したことと、ハンガリーで同時期に発生いたしました反乱による我が帝国の窮状をお伝えいたしましたが、我が帝国はこれによりかつてない不安と混乱の中にあります。女王陛下と陛下の大臣諸卿におかれましては、マールバラ公爵閣下への格別な計らいが可及的速やかに行われ、ハーグに到着される閣下にご命令が遅滞なく届けられ、すでに始まっている戦期をこれ以上遅らせないようにしていただきたく思います。閣下は貴国を発たれる以前から書状において戦術を思い描いておられており、我が帝国と皇帝陛下をこの受難から救おうと思案されております。女王陛下におかれましてはヨーロッパの自由のために陛下の御力をもって同盟諸国への援助拡大と閣下をして速やかに帝国を支援するために政府委員諸卿と協議をされるか、必要最低限な兵力を派兵していただきたく思う所存であります。帝国を崩壊から救うため、わたくし自身信じたくはございませんが、現在ネーデルランド国境付近に駐留している貴国の軍を広大な河川と大地によって守られている低地諸国にではなく、フランスの砲火と剣に脅かされた我が帝国へと派遣していただきたいのであります。また、先に我が帝国と貴国およびネーデルランドの3カ国で結ばれた条約を省みると、我が帝国を救う事は他の同盟諸国の利益にもなることであるので、陛下におかれましてはバイエルンにおける我が帝国軍を支援するために援軍を派遣されることを切に所望するものであります」
イギリス政府とマールバラ公自身は援軍の派遣の必要性を十分に認識していたため問題にはならなかったが、ここで問題なのはオランダの反応だった。まず大きな問題として、仮にマールバラが連邦議会に1704年の作戦案を提示したとすれば政府の反応は必ず硬化するであることは目に見えていた。なぜなら連邦の資金と軍隊を祖国を守るためでなく、遥か遠方のオーストリアを救援に使う事は矛盾しており、且つ、未だフランドル戦線においてはヴィルロワ公率いるフランス軍が国境付近に駐屯しており、遠征に部隊を割いたために本国がフランス軍の猛攻に見舞われる恐れが大きいからだ。
事実、1704年2月にハーグにおいてマールバラは連邦議会と兵の構成、配置に関して未だに決定案が作れずにいた。オランダ側に対してマールバラは作戦案を数回に亘り変更を加え、モーゼル川流域での作戦承認（実際はドナウ川遠征）を求めていたが、一時の安全を求める先見性のなさと、優柔不断性によりゼーラント州とフリースラント州が反対していたため初動作戦が遅れていたのである。これに対してマールバラはゴドルフィンに対してこう述べている。
「この作戦において彼ら（連邦議会）が取ろうとしている手段は、私に言わせれば大きな過ちであると思います。彼らはモーゼル川流域へ15000人の兵を派遣し、残りはフランドル戦線へ残そうとしているようですが、そのような思慮に欠いた作戦は敵に対してただただ進攻の機会を与えるだけにすぎないのです。私は確信を持って言えますが、もし彼らの考えを変えることができなければ、この作戦での勝利はほとんど確信が持てないものとなるでありましょう」
5月、マールバラとフランス軍はライン川沿いで追いかけっこを演じ続けたが、フランス軍はドナウヴェルトに近づくまでマールバラの真意に全く気付かなかった。これはマールバラが意図を悟られることを避けるために行軍の途中でルールモント、コブレンツ、フィリップスブルクで牽制のための行軍計画を立てていたからである。フランス国内に侵入する素振りを敢えて見せることで、マールバラの本来の意図を隠していた。こうした行軍がスムーズに且つ迅速に行われたのはドイツ諸侯の支援があったからで、マインツ選帝侯とトリーア選帝侯はボートと荷車を準備してイングランド軍を待っていてくれた上に、イングランド軍がコブレンツでマイン川を渡河する際に2本の船橋を建設していた。また、バーデン辺境伯ルートヴィヒ・ヴィルヘルムはヴラティスラフの要請でマイン川とネッカー川を渡河する時とフィリップスブルク近郊でライン川を渡る時に橋の架橋工事を行なった。
フランス軍がマールバラとのライン川での追いかけっこを終えて直接対峙したのは、行軍もほぼ目的を達したドナウ川沿いの町、ドナウヴェルト近郊にあるシェレンベルク要塞においてであった。要塞を守るアルコ伯爵は同盟軍の急襲に対して応戦をしたが、側面からの奇襲攻撃と正面からの激しい攻撃に同日中に降伏した（シェレンベルクの戦い）。シェレンベルク要塞の降伏以降、マールバラはフランスとの同盟からバイエルン選帝侯を単独講和に持ち込むため、バイエルン王国内の戦略的略奪行為を行ったが、バイエルン選帝侯が翻意しないことを確認すると再度略奪した後にドナウヴェルトへ引き上げた。8月にライン川でフランス軍を牽制していたプリンツ・オイゲンが同盟軍に合流、オイゲンと対峙していたタラールもアウクスブルクにいたマルサン及びバイエルン選帝侯と合流した。
タラール、マルサン両元帥と選帝侯率いるフランス軍と同盟軍が衝突したのは南ドイツ、ウルムの東約50kmあるブレナム村とヘヒシュタット村の間であった。フランス軍はマールバラの攻撃を予期していなかったらしく、戦いの起きる8月13日の朝も実に優雅で呑気な朝食を取っていた。フランス陸軍少将メロード・ヴェストゥルー伯爵の8月13日の朝は実に驚きの連続であったであろう。
「私の命令により、従者はベッドを納屋に準備し、私はそこで一夜を過ごしたのだが、彼は農家で寝ていた。次の日（8月13日）の朝は6時頃までぐっすり寝ていたのだが、従者の中で一番偉く、私の最も古い一人の召使が息も絶え絶えやってきて、私を急に起こしたのだった。彼が言うには、朝の4時頃に馬にまぐさを与えるために外に出て、戻ってきてから私を起こしに来たらしいのだが、この男レフランスは私を揺すって起こし、すぐそこに敵がいると言うのである。彼にバカにされたと思った私が彼に、『〔半ば馬鹿にしながら〕じゃあその君が言う敵というのは一体全体何処にいると言うのかね？』と尋ねると、彼はすぐに『はい！！あちらに、あちらに！！』と言って納屋の戸外を指してベッドのカーテンを開けた。ドアが開くとそこには明るい日差しを浴びた平野が広がっており、そしてなんと！一緒に敵の騎兵大隊までもが日差しを浴びて広がっているではないか！！私は信じられなかったので目をこすり、そして敵を冷静に観察した。（戦闘が始まるまでの）時間があることに気づいたので、朝のチョコレートを一杯飲んだ」
フランス軍5万6000とイギリス・オーストリア連合軍5万2000の間で行われたブレンハイムの戦いはマールバラとオイゲンの連携によりフランス軍を撃破、イギリス・オーストリアの勝利に終わった。タラールは捕虜となりマルサンはライン川方面へ、バイエルン選帝侯はネーデルラントへ逃亡、マールバラは戦後オイゲンらと共にモーゼル川流域を平定した後にイングランドへ帰国した。この戦いでフランス軍は南ドイツ方面の戦線を大幅に後退させることになり、スペイン継承戦争の形勢を反フランス同盟側に大きく傾かせる転換点となった。
バイエルン制圧後、イギリス軍は再びライン川に沿ってネーデルランドに戻った。マールバラはオイゲンと協力して反フランス同盟による大攻勢を準備したが、同盟の足並みの乱れとフランス軍の反抗によってうまくいかなかった。それでも1706年には、ナミュール近郊で行われたラミイの戦いでマールバラの軍はフランス軍を殲滅し、ブリュッセル、アントウェルペン、ヘント、ブルッヘなどスペイン領ネーデルランドの主要都市はみなイギリス軍の勢力下に置かれた。
1708年、フランスがフランドルに軍を送って再び反攻を開始すると、オランダやドイツの諸領邦国家は戦争を渋り始め、イギリス国内でもトーリー党を中心に和平の声が高まりつつあった。マールバラは自身の栄光を実現するために戦争を最後まで遂行することを望み、妻サラも友人である女王に夫の意思を伝えたが、平和を望む女王はサラに対する信頼を失い、ゴドルフィンも戦争継続と1707年のスコットランドとイングランドの合同によるグレートブリテン王国成立のため、議会多数派のホイッグ党と組んだことが女王の不満を招いていった。このような政治的な逆境にあっても、マールバラはオイゲンと協力してフランドルのフランス軍に対抗し、7月11日にアウデナールデの戦いでフランス軍を破った。フランドルのフランス軍主力はこの敗戦によって後退し、12月9日に連合軍はフランス領フランドルの都市リールを攻略した（リール包囲戦）。窮地に追い込まれたフランスは同盟国との和睦を考えるようになっていった。
翌1709年、フランスと同盟国の和睦が開始されたが、会議は決裂したため再戦、マルプラケの戦いでヴィラール率いるフランス軍とマールバラ・オイゲンら反フランス同盟軍は再び激突し、この戦いは連合軍の勝利に終わったものの、連合軍も死傷者数万の大損害を受けた。

### 司令官解任と晩年

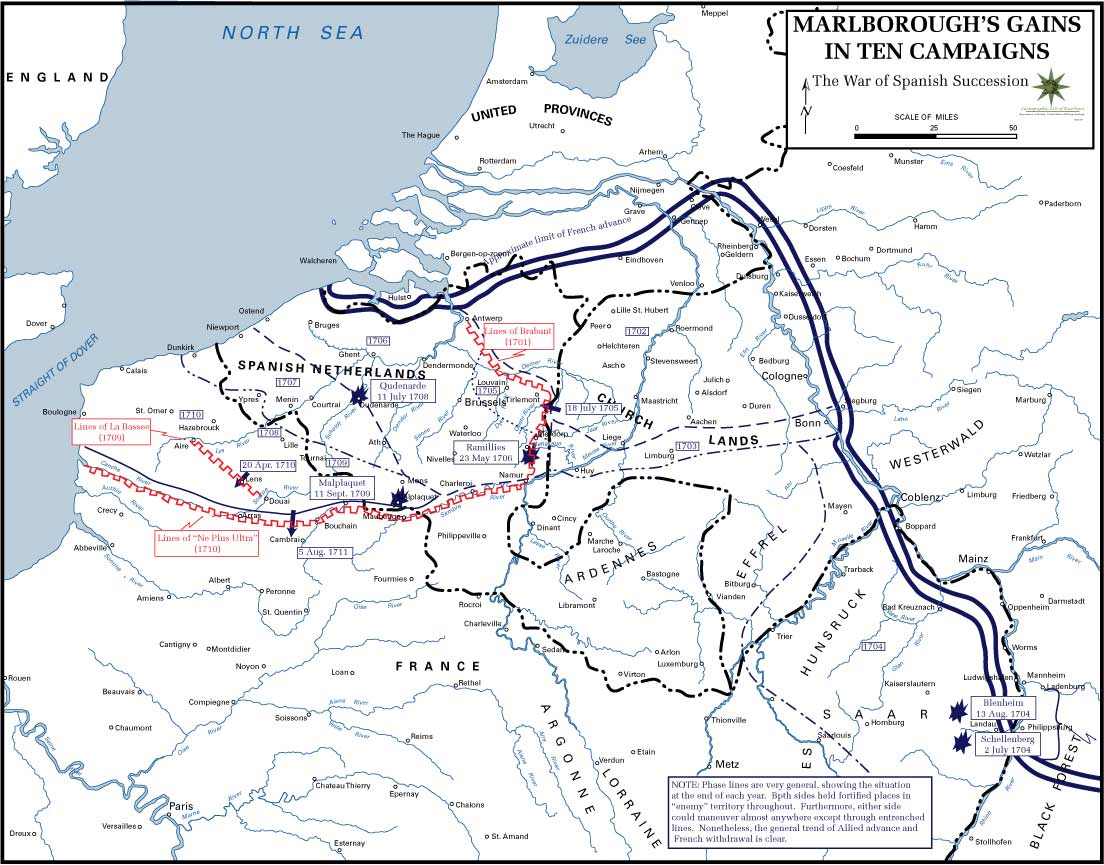
スペイン継承戦争におけるマールバラ公の戦跡（1702年 - 1711年）

マールバラは続いてフランス領のアルトワ丘陵とフランドルの諸要塞を攻略にかかったが、翌1710年、2つの事件から彼の立場は劇的に悪化した。この年、アン女王とサラの対立が決定的となって女王がサラを宮廷から追放し、ホイッグ党が選挙に敗れて戦争を推進してきた大蔵卿ゴドルフィンが政権から滑り落ち、かわってロバート・ハーレー、ヘンリー・シンジョンらが率いるトーリー党が政権についた。新政権はこれまで取り調べを免れていたマールバラによる軍事費着服疑惑の調査を開始し、1711年12月21日、オーストリアからイギリスに支払われた軍資金数万ポンドがマールバラによって横領されていたことが報告された。これによりマールバラは29日に最高司令官の座を失い、まもなく和平交渉が開始された。
イギリスに帰国した後もトーリー党からの弾劾が続き、翌1712年12月1日にネーデルラントのオステンドに亡命、サラとも合流してアントウェルペン、マーストリヒト、フランクフルトなど転々としながらもヨーロッパにおける活躍から行く先々で民衆に歓迎された。1713年4月11日、ユトレヒト条約が結ばれ、戦争はフランスの体面を保たせつつもヨーロッパ大陸によるその覇権を大きく傷つける結果に終わったが、最大の功労者であるマールバラは既に権力を失っていた。
1714年にアン女王が死去し、遠縁のハノーファー選帝侯ゲオルク・ルートヴィヒがジョージ1世として即位、ハーレーらトーリー党が失脚してホイッグ党が復権したことによって、マールバラは8月1日にイギリスに帰国してジョージ1世の好意で大将軍と兵站部総監の地位に復帰したが、もはや名目上の役職でしかなかった。マールバラは1704年にブレンハイムの戦勝の恩賞としてアン女王から与えられた領地にこもり、1705年に着工したブレナム宮殿の建設に専念した。宮殿はマールバラの生前には完成せず、完成は1725年までかかることになる。
1722年6月16日、72歳でウィンザーのウィンザー・ロッジ（後のカンバーランド・ロッジ、en）で死去。遺骸はウェストミンスター寺院に葬られた。後に未亡人となったサラによってブレナム宮殿のチャペルに夫妻の墓地が設けられ、遺骸はそこに改葬されて現在に至っている。

### 死後のマールバラ公家
マールバラには相続人として息子ジョンがいたが早世したため、マールバラ公家を守るために特別の措置がはかられ、爵位の相続権が女子にも与えられた。結果、マールバラの次女ヘンリエッタ・チャーチルがマールバラ公位を継承したが、彼女と夫の第2代ゴドルフィン伯フランシス・ゴドルフィン（ゴドルフィンの息子）との一人息子ブランフォード侯ウィリアムは1731年に死去してしまった。よって、ヘンリエッタの死後に、マールバラの外孫で3女アン・チャーチルと第3代サンダーランド伯チャールズ・スペンサーの間の長男チャールズがマールバラ公の爵位を継いだ。
マールバラ公スペンサー家は後に初代公爵にちなんで姓をスペンサー＝チャーチルに改め、現在に至っている。第二次世界大戦期のイギリス首相サー・ウィンストン・チャーチルはこのスペンサー＝チャーチル家の分家の出身である。また、マールバラ公チャールズ・スペンサーの甥で同じくマールバラ公ジョン・チャーチルの血を引くジョン・スペンサーの子孫は後にスペンサー伯爵家となり、その子孫からイギリス皇太子妃となったレディー・ダイアナ・スペンサーが出ている。

## 評価
マールバラの戦略の特徴は、機動性を重視して当時としてはきわめて異例な行軍速度を誇ったことにある。彼はそのために事前に兵站を綿密に計画し、行軍時間や武器の輸送方法を工夫して、兵士の疲労や物資の遅延を起こさないようにしつつ、1日に何マイルもの移動を行った。彼はこの機動性を生かして敵軍の側面からの攻撃を行い、しばしば少ない被害で大きな戦果をあげた。かといって激戦となったときも被害を怖れて後退しようとしたりせず、自ら陣頭に立って冷静に指揮を執る勇敢さも持っていた。
欠点として軍事的な才能と同時に金銭に対する貪欲さを持ち、吝嗇でもあり、人格的な高潔さに欠けていたことが挙げられ、栄光に汚点を残すことになった。しかし、司令官罷免の原因として挙げられるリベートは当時の慣習であり、同盟国はおろか女王の了解も得た上での行為であった。批判は戦争終結のためトーリー党がマールバラを罷免するための口実に過ぎず、講和推進の犠牲にされたともいわれている。
但し、洗練された優雅な人物であったとの評もあり、外交交渉に出向くこともあった。大同盟締結を始めハノーファー、プロイセンなどドイツ諸侯の宮廷に赴き兵の供出を依頼する場合もあった。マールバラと度々面会したハノーファー太后ゾフィーからは人柄を称賛され、オイゲンを始めハノーファー選帝侯ゲオルク・ルートヴィヒもマールバラと共に戦ったことから信頼関係を結んでいた。このように、彼の元で共に戦った軍人達からは慕われていた。

## 栄典

### 爵位
- 1682年、初代アイマスのチャーチル卿（スコットランド貴族爵位）[25]
- 1685年、初代サンドリッジのチャーチル男爵（イングランド貴族爵位）[25]
- 1689年、初代マールバラ伯爵（イングランド貴族爵位）[25]
- 1702年、初代マールバラ公爵（イングランド貴族爵位）[25]
- 1702年、初代ブランドフォード侯爵（イングランド貴族爵位）[25]

### 勲章
- 1701年、ガーター勲章士（KG）[25]

### その他
- 1688年、枢密顧問官（PC）[25]
- 1706年 - 1712年、オックスフォードシャー総督（英語版）[25]

## 子女
妻サラ・ジェニングスとの間には2男5女が生まれた。
- ハリエット（1679年、夭折）
- ヘンリエッタ（1681年 - 1733年） - 2代ゴドルフィン伯フランシス・ゴドルフィンと結婚。2代マールバラ公となる。
- アン（英語版）（1683年 - 1716年） - 3代サンダーランド伯チャールズ・スペンサーと結婚。息子のチャールズ・スペンサーが3代マールバラ公となった。
- ジョン（英語版）（1686年 - 1703年） - ブランフォード侯
- エリザベス（1687年 - 1714年） - 4代ブリッジウォーター伯（後に初代ブリッジウォーター公）スクループ・エジャートンと結婚。
- メアリー（1689年 - 1751年） - 2代モンタギュー公ジョン・モンタギューと結婚。
- チャールズ（1690年 - 1692年）

## 注・出典
1. ↑  『イギリス革命史（上）』P247 - P249。
2. ↑  『イギリス革命史（下）』P153 - P155、P159 - P160、PP180 - P181、P209、P216 - P217。
3. ↑  『スペイン継承戦争』P47 - P49。
4. ↑  『スペイン継承戦争』P54 - P58。
5. ↑  R.E.Scouller, The Armies of Queen Anne, Oxford: Clarendon Press, 1966, pp.54-55.
6. ↑  Thomas Lediard, The life of John, Duke of Marlborough, Vol.1: Prince of the Roman Empire, London: Kessinger Publishing, 1743, pp. 122-127.
7. ↑  『スペイン継承戦争』P58 - P65。
8. ↑  M. Bak, Bélá K. Kiraly, From Hunyadi to Rákóczi: War and Society in late medieval and early modern Hungary, New York: Brooklyn college press, 1982, p434.
9. ↑  John A Lynn, The French Wars 1667-1714 The Sun King at War, London,: Osprey Publishing, 2002, pp. 13-40.
10. ↑  Thomas Lediard, The Life of John, Duke of Marlborough Vol.1: Prince of The Roman Empire, London, Kessinger Publishing, 1743, pp.187-188.
11. ↑  津久井尚悟『アン女王期におけるフランドル派遣軍の軍事作戦（1702-1704年）,－ロジスティックス問題から見るブレナムの戦いの再考－』明治大学文学部卒業論文集、2012年、12 - 15頁。
12. ↑  William Coxe, Memoirs of John, Duke of Marlborough, with his Original Correspondence Vol.1, London, 1818, p184.
13. ↑  John Churchill Duke of Marlborough, Marlborough Godolphin Correspondence, Oxford: Oxford University Press, 1975, p133.
14. ↑  津久井、34 -35頁。
15. ↑  John Millner, A Compendious Journal of all the Famous Battles,Sieges,and other most note-worthy,heroical,and ever memorable Actions of the Triumphant Armies,of the ever-glorious Confederate High Allies,In their late and victorious War against the Powerful Armies of proud and lofty France,In and on the Confines of Holland,Germany and Flanders,so far as our successful British Troops extended in conjunction therein Digested into 12campaigns begun in A.D.1701 and ended in 1712,London: Naval& Military Press, 1733, pp.87-88.
16. ↑   David Francis,‘Marlborough’s March to the Danube, 1704’Journal of the Society for Army Historical Research, Vol. L. No. 202, 1972, p95-96.
17. ↑  Julian Hoppit, A Land of Liberty？England,1689－1727, Oxford: Clarendon Press, Oxford, 2000, p129
18. ↑  『スペイン継承戦争』P97 - P114、『プリンツ・オイゲン・フォン・サヴォア』P100 - P105。
19. ↑  David Chandler(ed.), The Marlborough’s Wars－Robert Parker and Comte de Merode Westerloo, London: Longman Pub. 1968.
20. ↑  『スペイン継承戦争』P114 - P128、『プリンツ・オイゲン・フォン・サヴォア』P105 - P110。
21. ↑  『スペイン継承戦争』P220 - P241、『プリンツ・オイゲン・フォン・サヴォア』P137 - P151。
22. ↑  『スペイン継承戦争』P332 - P333、P353 - P354。
23. ↑  『スペイン継承戦争』P383 - P388。
24. ↑  『スペイン継承戦争』P332 - P333。
25. 1 2 3 4 5 6 7 8 9  Lundy, Darryl. “John Churchill, 1st Duke of Marlborough” (英語). thepeerage.com. 2014年3月16日閲覧。